# José Pádua
José Carlos Pádua Cidade da Beira,13 de Maio de 1934-Amadora, 29 de março de 2016), foi um artista plástico português.
Viveu até 1977 na Cidade da Beira.
Em 1966 foi eleito pelo jornal A Tribuna o Artista Plástico Moçambicano do Ano, pelo assinalável e multifacetado conjunto de obras que nesse mesmo ano realizou como pintor, decorador, ilustrador e gravador.
Entre 1974 e 1978 trabalhou exclusivamente para a Galeria de Arte R. Renie, Harare, Zimbabué.
A partir de 1977 passou a residir em Portugal, mantendo no entanto uma forte ligação com Moçambique, onde realizou exposições individuais de pintura em 1996 e 1998.
Foi bolseiro da fundação Calouste Gulbenkian em 1979, 1980 e 1981, num curso de litografia e gravura em metal.
Em 1980 e 1981 foi distinguido pela Câmara Municipal de Lisboa com o 2.º e 1.º Prémios, respectivamente, em exposições colectivas sobre temas de Lisboa.
É autor de inúmeras ilustrações em jornais, revistas e livros e de trabalhos na área da escultura e da azulejaria, bem como de murais em cimento em Moçambique (Aeroportos de Maputo e da Beira, Banco Pinto & Sotto Mayor, Montepio de Moçambique, Banco de Crédito Comercial e Industrial, entre outros). e no Bank of Lisbon & South Africa em Joanesburgo.
Está representado no Museu Nacional de Arte (Maputo), Museu de Pintura (Beira), no Museu Nacional de Arte Contemporânea (Lisboa) e em várias colecções particulares em Moçambique, Portugal, Espanha, Suécia, Brasil, Canadá, EUA, Reino Unido, Japão, Israel, África do Sul, Zimbábuè, Venezuela, etc.
Fez a ilustração da capa do livro "Afrozambeziando Ninfas e Deusas" de Delmar Maia Gonçalves.
Participou em inúmeras exposições colectivas em Portugal e no estrangeiro.
Foi homenageado no III Encontro de Escritores Moçambicanos na Diáspora em 2010 e foi Membro Honorário do Círculo de Escritores Moçambicanos na Diáspora desde 2011.